# Hofkerk (Hardegarijp)
De Hofkerk is een kerkgebouw in Hardegarijp in de Nederlandse provincie Friesland. De kerk is een rijksmonument.

## Beschrijving
De zaalkerk uit 1711 heeft een driezijdig gesloten koor en een houten geveltoren met ingesnoerde spits aan de westzijde. De kerk met rondboogvensters is gebouwd door meester timmerman Eilef Johannes uit Wyns. Boven de ingang enkele wapenstenen met de namen van kerkvoogden en dorpsgecommitteerden. In de kerk een preekstoel (1670) en een overhuifde herenbank met een wapenschild van Roorda gedragen door twee eenhoorns. Het orgel uit 1879 is gemaakt door Petrus van Oeckelen. 

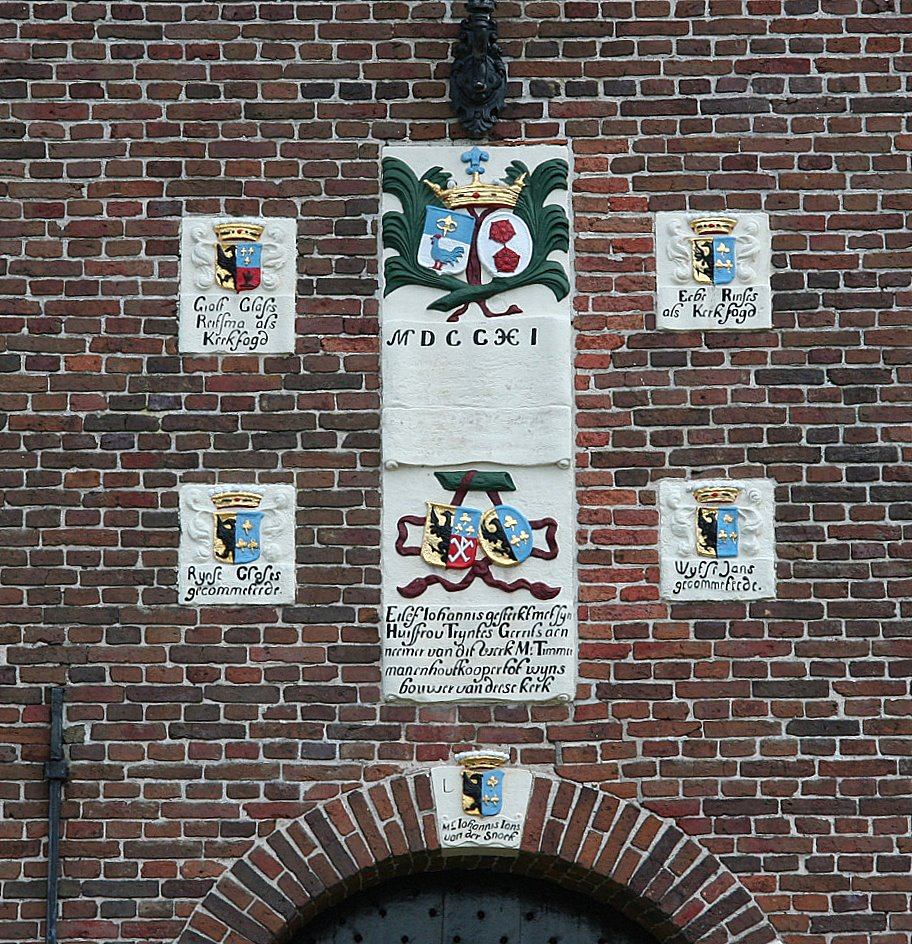
Wapenstenen boven ingang
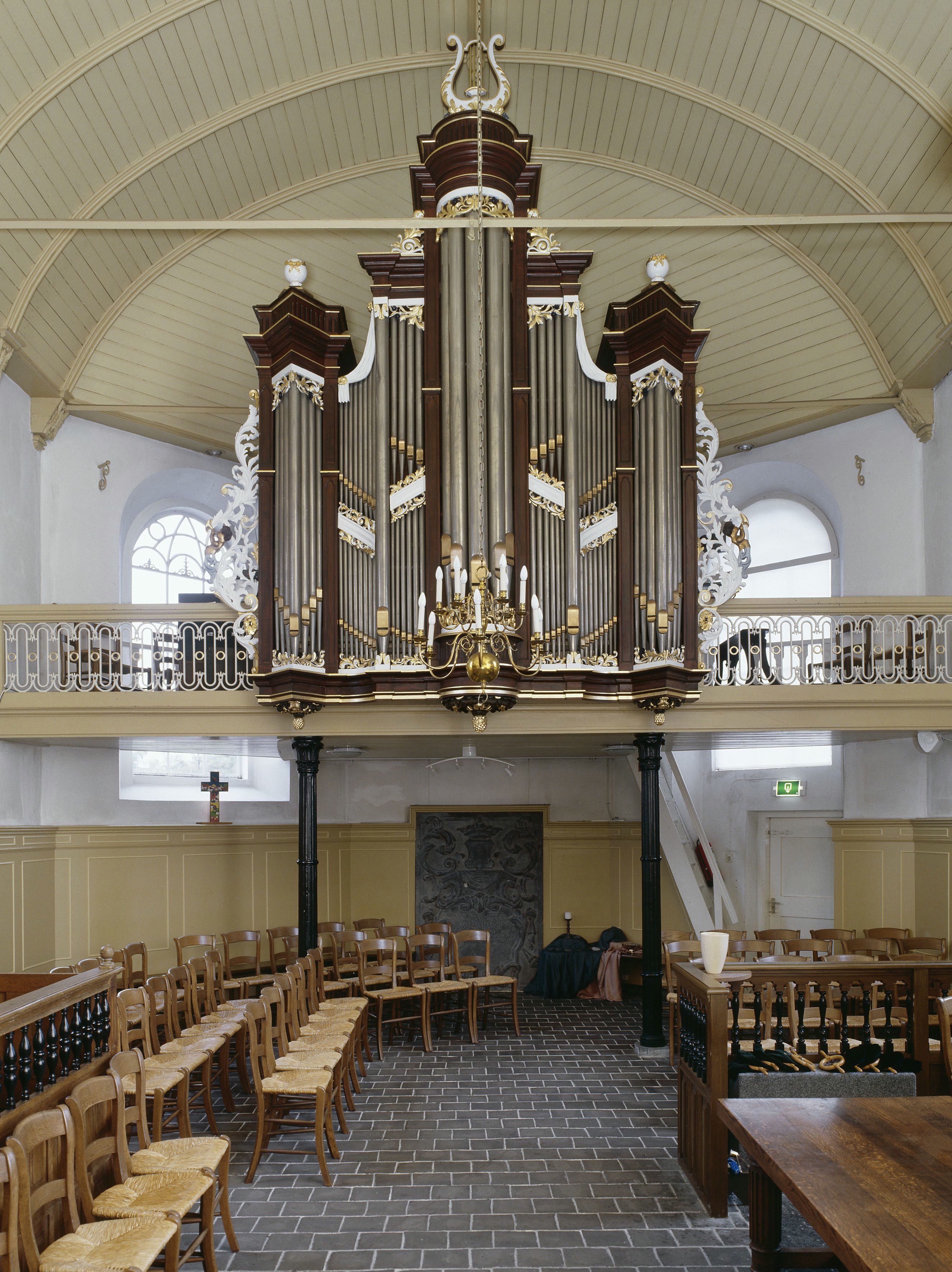
Interieur met orgel (2006)
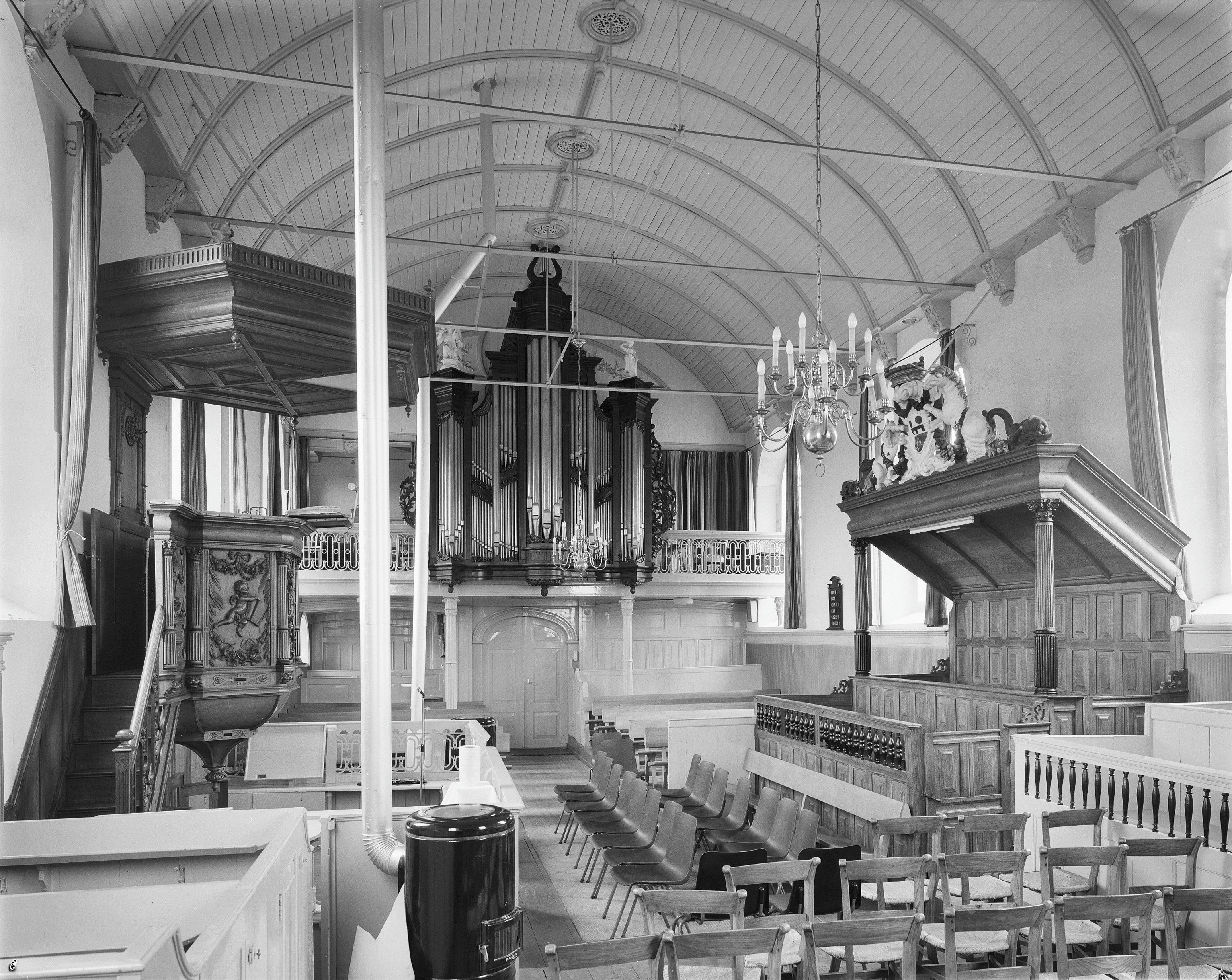
Interieur (1979)